# 吉丸一昌
吉丸 一昌（よしまる かずまさ、1873年（明治6年）9月15日 - 1916年（大正5年）3月7日）は、日本の作詞家、文学者、教育者。代表作は「早春賦」など。東京府立第三中学校教諭、東京音楽学校（現在の東京芸術大学）教授。大分県北海部郡海添村（現・臼杵市海添）出身。
日本基督教団の牧師で讃美歌第二編の委員長の藤田昌直の実父。

## 人物・来歴
大分県の旧臼杵藩下級武士・吉丸角内の長男として生まれる。小学校尋常科から小学校高等科卒業までの成績は非常に優秀で、県から度々表彰を受けるほどだった。1889年、大分県立大分中学校（のち大分県立大分上野丘高等学校）を経て1894年、熊本市の第五高等学校(熊本大学の前身)に進学する。教授には夏目漱石、湯原元一、小泉八雲などがおり、当時は剣道に熱中していた。1898年、第五高等学校を卒業した吉丸は東京帝国大学国文科に進学。下宿先で「修養塾」という私塾を開き、その後生涯に渡り、地方からの苦学生と生活を共にして衣食住から勉学、就職に至るまで世話をした。1902年、東京帝国大学を卒業し東京府立第三中学校（のち東京都立両国高等学校・附属中学校）へ教師として赴任。当時の教え子の中には芥川龍之介もいた。また、この時私財を投じて「下谷中等夜学校」を創立した。
1908年、東京音楽学校の校長に就任していた恩師・湯原元一は吉丸を東京音楽学校の倫理、歌文、国語の教授に抜擢した。吉丸はまた同校の「生徒監」に任命された。
1911年から1914年にかけて発行された『尋常小学唱歌』(全120曲)の編纂委員会、歌詞担任委員主任になって以降、本格的に作詞家としての仕事に取り組む。『尋常小学唱歌』の歌詞編纂に際し、その多くを作詞したという伝聞のある高野辰之よりは責任の高い位置にあった。尋常小学唱歌の題名原案を作成したのは吉丸である。後に臼杵音楽連盟会長の吉田稔 (郷土史家)が吉丸についての研究を行い、『望郷の歌　吉丸一昌』(臼杵音楽連盟刊）を出版した。その後も、尋常小学唱歌の中の「桃太郎」「日の丸」「池の鯉」「かたつむり」などが吉丸の作詞であることを論証した。ただしこれらの作詞者については異説もある。
1912年から1915年にかけて『新作唱歌』全10集を編著。その中には「早春賦」（作曲 中田章）、「故郷を離るる歌」（ドイツ民謡）、「木の葉」（作曲 梁田貞）、などが含まれている。作曲には東京音楽学校を卒業した中田章、梁田貞、船橋栄吉、弘田龍太郎などの新人を起用。こういった音楽面では共に『尋常小学唱歌』編纂委員であった東京音楽学校教授の作曲家島崎赤太郎、楠美恩三郎の校閲・関与が巻頭に明記されている。また、随筆や長編童話『日の丸王 世界探検お伽噺し』の執筆、日本初のオペレッタと言われる『歌遊び うかれ達磨』（作曲 本居長世・振り付け 松本幸四郎）の作詞も行なった。
大正天皇即位の「御大礼奉祝合唱歌」と、邦楽「御代萬歳」の作詞を担当した。
数多くの作品を生み、また学生たちのために出資を惜しまない吉丸だったが本人の生活は極めて質素だったという。また、非常に豪放磊落な人物として知られ大酒呑みであったとされている。そのような生活がたたったのか1916年3月7日心臓発作により死去した。42歳没。吉丸の音楽家としての活動は、唱歌の成立やその後の日本の童謡などに多大な影響を与えている。
墓は文京区本駒込の龍光寺にあり、2010年に早春賦歌碑が建てられた。大分県臼杵市の妻の実家に開館した吉丸一昌記念館・早春賦の館では、ゆかりの楽譜や遺品を展示している。

## 主な作品
- 楽しき農夫（作曲：シューマン）1908年

- 夕の鐘（作曲：フォスター) 1908

原曲「Massa's in De Cold Ground 主人は冷たい土の中に」
後年1953年に公開された映画、小津安二郎監督の「東京物語」の最後の方で挿入歌として使われている。脚本では「小学校の校舎/唱歌が聴こえて来る」とだけあり音楽担当の斎藤高順が「夕の鐘」を選んだ。
- 浦のあけくれ（作曲：ジョセフ・マッジンギ(Joseph Mazzinghi) ）[7] 1910年

- 四つ葉のクローバー（作曲：ルドルフ・ロイテル[9]）1910

- 東天紅（作曲：山田耕作）1910

東京音楽学校学友会が刊行した雑誌『音楽』創刊号（明治43年1月）に掲載。
- 嬉しき日(作曲：本居長世) 1912年

- 『乃木大将の歌』 （作曲：小松耕輔）十字屋楽器店 1912

- 『乃木大将夫人の歌』 （作曲：大和田愛羅[10]）敬文館　1912

- 手毬と紙鳶(作曲：楠美恩三郎) 1912

- お玉じゃくし(作曲：梁田貞) 1912

- 蛍狩(作曲：中田章) 1912

- つばめ (作曲：北村季晴) 1912

- 達磨さん (作曲：本居長世) 1912

- 飛行機の夢 (作曲：大和田愛羅) 1912

- 木の葉 (作曲：梁田貞) 1912

- 春の草、秋の草(作曲：中島かね子) 1912

- かみなりさま(作曲：永井幸次) 1913年

- なんだっけ!? (作曲：大槻貞一) 1913

- 犬と猫 (作曲：澤崎定之)1913

- 早春賦 (作曲：中田章）1913

- ニーナ (作曲 : ペルゴレージ) 1913

- 蜜蜂(ドイツ民謡) 1913

- 雲雀 (作曲：本居長世) 1913

- 木がくれの歌 (作曲：船橋栄吉) 1913

- 故郷を離るる歌（ドイツ民謡) 1913

- 船の真似 (作曲：稲岡美賀雄)1913

- 蟹と海鼠 (作曲：大和田愛羅)1913

- ちかめのしくじり (作曲：梁田貞)1913

- 角力 (作曲：澤崎定之)1913

- 枯木立 (作曲：松島彝子) 1913

- 獨逸膺懲の歌（作曲：島崎赤太郎 ）　NCID BA65921791 1914年

- かくれんぼ (作曲：工藤冨次郎) 1915年

- お祖父さんお祖母さん (作曲：梁田貞) 1915

- 森の鳥 (作曲：弘田龍太郎) 1915

- 御大礼奉祝合唱歌（作曲：島崎赤太郎 ）1915

- 母よ、さらば(作曲：成田為三) 1916年

- 望郷の歌（作曲：成田為三）1916

### 校歌
吉丸は童謡や唱歌だけでなく、数多くの校歌の作詞も手がけた。
- 函館市立弥生小学校（作曲 : 中田章）
- 八戸市立島守小学校（作曲 : 楠美恩三郎）
- 八戸市立吹上小学校（作曲 : 楠美恩三郎 編曲 : 橋本秀次）
- 盛岡市立仁王小学校（作曲 : 楠美恩三郎）
- 茨城県立水海道第一高等学校・附属中学校（作曲 : 南能衛）
- 埼玉県秩父郡小鹿野町立両神小学校（作曲 : 岡野貞一）[11]
- 東京都立両国高等学校（作曲 : 石原重雄[12]）
- 鎌倉市立腰越小学校（作曲 : 岡野貞一）
- 長野県大町高等学校（作曲 : 島崎赤太郎）
- 静岡県立静岡高等学校（作曲 : 島崎赤太郎）
- 旧 北海道庁立札幌高等女学校（作曲 : 岡野貞一）[13]
- 旧 千代田区立小川小学校（作曲 : 南能衛）[14]
- 旧 千葉県師範学校（作曲 : 楠美恩三郎）
- 旧 新潟医学専門学校（作曲 : 楠美恩三郎）
- 旧 長崎県立長崎中学校（作曲 : 岡野貞一）

### オペレッタ『歌遊び うかれ達磨』
吉丸が唯一手がけたオペレッタとされる作品で、1912年ころに作られた。物語は、女学生たちが達磨で遊んでいるところへ「手足のある大達磨」が現れ、さらに大達磨が子達磨たちを登場させる、といった筋書きである。
『うかれ達磨』は1912年に東京日本橋の白木屋余興場で日本初の少女歌劇「白木屋少女音楽隊」により上演された。また、1914年に『浮れ達磨』の演目名で宝塚歌劇の第1回公演にも上演された。同時上演された演目は、北村季晴作詞作曲の『ドンブラコ』とダンス『胡蝶』（宝塚少女歌劇団"作"で『胡蝶の舞』とも言う）である。

## 著書
- 『名家修養談叢』 国光社 1903年
- 『修養夜話』 文成社 1910年
- 『日の丸王 世界探検お伽噺し』 目黒書店 1910年
- 『修身訓話 精神修養』 武田交盛館  1911年
- 『武士道訓話 精神修養』 武田交盛館 1911年
- 『立志訓話 精神修養』 武田文盛館  1911年
- 『新作唱歌』全10集　敬文館　1912年-1915年 NDLJP:922150 NDLJP:922151 NDLJP:922152 NCID BA33135756 NCID BA33019245
- 作歌者吉丸一昌・作曲者本居長世『歌遊び うかれ達磨』 敬文館  1913年
- 『新撰作歌法』 敬文館 1913年
- 『高等国文抄　巻１』 国文教育研究会 1915年
- 吉丸一昌・今井慶松『御代萬歳』博信堂出版楽器部　1916年 NCID BB12490032

## 関連書籍
- 福井直秋 著・島崎赤太郎 閲・吉丸一昌 閲『尋常小學唱歌伴奏樂譜・歌詞評釋:第１學年用』 共益商社書店 1911年

- 福井直秋 著・島崎赤太郎 閲・吉丸一昌 閲 『尋常小學唱歌伴奏樂譜・歌詞評釋:第４學年用』（再版）共益商社書店、1913年9月。
- 高橋真美（髙橋直作）『私の新約　八十八年の生涯』（東京：髙橋勇　私家版、1973年）見出し写真 p3-4, 本文 p11-19
- 吉田稔『望郷の歌 吉丸一昌』臼杵音楽連盟　1988年　NCID BA62827061

- 夢一ペン冬『わき出づる国歌 吉丸一昌魂の貴香花』文芸社　2006年 NCID BA80158870
- 岡田孝一『吉丸一昌 日露戦争と府立三中』淡交会資料室委員会　2007年 NCID BB06975343
- 吉丸昌昭『早春賦をつくった吉丸一昌 我が祖父、その生き様を探る』ほおずき書籍　2019年 NCID BB29715228
- 中村雪武『詩人吉丸一昌のミクロコスモス 子供のうたの系譜』コールサック社 2019年 NCID BB28994410
- 田中勇人『吉丸一昌の時代 唱歌編纂と早春賦の謎』 インプレスR&Dネクパブ・オーサーズプレス 2022年 NCID BC14850748

### 関連番組等
- NBS開局40周年記念特別番組『信州三景〜ふるさと名曲ものがたり〜』 （長野放送、2009年） - 早春賦に関する話題や、長野県大町高等学校校歌に関するエピソード等が登場。吉丸の孫にあたる人も出演している。

他